# Quiina guianensis
Espèce
Classification phylogénétique
Synonymes
Selon GBIF (02 mai 2022) :
- Garcinia parviflora Benth.
- Rheedia parviflora (Benth.) Planch. & Triana

Quiina guianensis est une espèce de plantes à fleurs de la famille des Ochnaceae (anciennement des Quiinaceae), et qui est l'espèce type du genre Quiina Aubl.. C'est un arbre ou un arbuste originaire d'Amérique du Sud.
L'espèce est connue en Guyane sous le nom de Quiinier de la Guyane (français désuet). Ailleurs, on l'appelle (Kleinbladige) Redi-oedoe (sranan tongo) au Suriname, Okokonshi (arawak), Wokunse (créole du Guyana), Dau konisi (warao) au Guyana, Mulunyek (arekuna), Cola de pava, Cola de pava chiquita, Coloradito, Gaspadillo negro au Venezuela.

## Description
Quiina guianensis est un arbre ou arbuste glabrescent du sous-étage, atteignant 5-10(-15) m de haut, pour 6(13) cm de diamètre.
L'écorce externe est de couleur brune, et l'écorce interne rouge. Le bois est brun clair.
Les feuilles sont simples, opposées, glabres, subsessiles, herbacées à chartacées, à marges entieres, ondulées, finement dentelées (visible à la loupe).
Le pétiole est long de 0 à 3 mm.
Le limbe mesure 9-22 x 2,2-3,1(-7) cm, est de forme étroitement elliptique à elliptique, moins souvent oblancéolé, à base arrondie ou subcordée, à presque auriculée, à apex aigu à acuminé.
Les stipules interpétiolaires sont foliacés, en forme d'aiguille, foliacées, aiguës, caduques, mesurant 7-8 x 0,2-0,6 mm (jusqu'à 2 cm de long).
La nervure médiane et les (11)13-20 paires de nervures secondaires arquées longeant la marge, sont ± proéminentes sur les deux faces.
Les inflorescences sont des grappes axillaires, ramifiées, fasciculées ou racémeuses, de cymes peu fleuries.
Les bractées sont lancéolées à étroitement elliptiques, longues de 1,5 mm, pubescentes.
Les bractéoles minuscules atteignent 1 mm de long, et sont pubescentes ou ciliées.
Les pédoncules atteignent jusqu'à 5 mm de long.
Les pédicelles sont glabrescents, mince de même taille, puis s'allongent jusqu'à 1 cm de long lors de la fructification.
Les fleurs mâles mesurent environ 3(6) mm de diamètre, comptent 4-6 sépales, libres, obtus, d'environ 1,5 × 1 mm, ciliés, recourbés à l'anthèse et présentant des crêtes à l'intérieur une fois séchés.
Les 4-6(-7) pétales sont de couleur orange jaunâtre, ou crème, de forme ovale à orbiculaire, longs d'environ 3,5 mm, ciliés
On compte environ (18)30 étamines, de couleur crème, avec des filets glabres, longs de 0,8-0,9 mm, et les anthères mesurent 0,4 × 0,45 mm.
Les fleurs bisexuées, inconnues en Guyane, comptent 4 sépales longs d'environ 2 cm, persistant dans le fruit. L'ovaire supère, comporte 2 loges, 2 styles longs d'environ 1 mm.
Les fruits sont des baies charnues, de couleur brunâtre devenant orange vif à maturité, de forme globuleuse, oblongue-ovoïde, glabres, striés longitudinalement, à base stipitée et rétrécis, à l'apex légèrement umboné couronné par 2 styles, long de 12 mm pour 6-8 mm de large.
Ils contiennent 2-4 graines subglobuleuses d'environ 0,6 cm de diamètre, densément couvertes de poils dorés,,,,.

## Répartition
Quiina guianensis est présent au Venezuela (Delta Amacuro, Bolívar), à Trinidad, au Guyana, au Suriname et en Guyane.

## Écologie
Quiina guianensis pousse dans les forêts de plaine et de montagne humides et ripicoles, autour de 50–1 000 m d'altitude au Venezuela
En Guyane, il est commun dans les forêts de terre ferme (non inondées), fleurit en janvier, février, juin, et fructifie en avril et juillet.
Au Guyana, Quiina guianensis est dominant de la canopée inférieure des forêts à ébène vert.
Dans le nord-ouest du Guyana, Quiina guianensis est commun dans le sous-étage des forêts mixtes et secondaires (il fleurit et fructifie en août à Barama).
Les graines de Quiina guianensis sont dispersées par les singes.

## Utilisations
Selon Aublet les fruits de Quiina guianensis sont comestibles, de goût légèrement amer et aigre-doux, consommés uniquement pour la subsistance au Guyana.
Au Guyana, le bois de Quiina guianensis, très dur et solide, sert pour la fabrication de pointes de flèche, les cadres de tamis (manaré) et divers objets d'artisanat traditionnel vendus sur sur les marchés régionaux (nasses "matapi", hottes "warishis").
D'après un manuscrit de John Miers, déposé au Natural History Museum de Londres, Quiina guianensis est une espèce amère qui était utilisée comme substitut des quinquinas (Cinchona spp.).

## Protologue
En 1775, le botaniste Aublet propose le protologue suivant :
« QUIINA Guianenſis. (Tabula 379.)
Arbor trunco quinque pedali, ad ſummitatem ramoſo ; ramis & ramulis oppoſitis. Folia ampla, ovato-oblonga, acuta, glabra, integerrima, ſubſeſſilia. Stipulæ binæ, longæ, acutæ, ad baſim ſingulorum Foliorum, decidual. Fructus corymboſi vel ſolitarii, pedunculati, ad axillas foliorum. Squamula binse, ad baſim pedunculorum. Bacca acida & edulis. Flores obſervare mihi non lieuit.
Fructum ferebat Maio.
Habitat ad ripas amnis Galibienſis.
Nomen Caribæum 'GUIINA-RANA'.
LE QUIINIER de la Guiane. (Tabula 194.)
Cet arbre a environ quinze pieds de hauteur. Son tronc, à cinq ou ſix pieds au deſſus de la terre, pouſſe des branches garnies de rameaux chargés de feuilles oppoſées & diſpoſées en croix ; elles ſont entières, ondées, minces, fermés, preſque ſeſſiles, ovales, & terminées par une longue pointe. Leurs nervures ſont ſaillantes en deſſous, les plus grandes feuilles ont environ ſept pouces de longueur, ſur près de trois pouces de largeur ; elles ont à leur naiſſance chacune deux stipules longues, étroites & aiguës qui tombent de bonne heure. Les fruits naiſſent ſolitaires ſur un pédoncule, ou par petits bouquets ſur un pédoncule commun, garnis à leurs baſes de deux petites écailles.
Je n'ai point vu les fleurs ; je n'ai pu en obſerver que les fruits. Le calice eſt de quatre pièces très petites, qui accompagnent le fruit. Dans ſa maturité c'eſt une baie jaunâtre, liſſe &r ſtriée, ovale, terminée par une pointe en forme de mammelon, au centre duquel on remarque une très légère cavité ; ſous l'enveloppe charnue de cette baie, qui eſt acide & agréable au goût, on trouvé deux osselets convexes en dehors, & applatis du côte ou ils ſe touchent, ils ſont couverts d'un duvet rouſſâtre, ſoyeux, & contiennent chacun une AMANDE.
Cet arbre eſt nommé QUIINA-RANA par les Garipons.

Je l’ai trouvé chargé de fruits dans le mois de Mai, ſur les bords de la crique des Galibis. »
— Fusée-Aublet, 1775.